# Communauté de communes de la Vallée du Toulourenc
La Communauté de communes de la Vallée du Toulourenc était une intercommunalité située proche du Mont Ventoux, dans la partie nord de Vaucluse.
Elle a créé en 1993 et dissoute au 31 décembre 2008 afin de fusionner avec la Communauté de communes Pays Vaison Ventoux. Avec 170 habitants, elle était auparavant la plus petite communauté de communes de France.

## Composition
Elle été composée des 3 communes suivantes :
- Brantes
- Saint-Léger-du-Ventoux
- Savoillan

## Compétences
- Hydraulique
- Collecte et traitement des déchets des ménages et déchets assimilés
- Politique du cadre de vie
- Protection et mise en valeur de l'environnement
- Création, aménagement, entretien et gestion de zone d'activités industrielle, commerciale, tertiaire, artisanale ou touristique
- Action de développement économique (Soutien des activités industrielles, commerciales ou de l'emploi, Soutien des activités agricoles et forestières...)
- Activités périscolaires
- Études et programmation
- Création, aménagement, entretien de la voirie
- Programme local de l'habitat
- Autres

## Autres adhésions
- Syndicat mixte l'Ouvèze provençale

## Historique
- Création de la Communauté de communes le 21 décembre 1993.
- Le 1er janvier 2009, fusion avec la Communauté de communes Pays Vaison Ventoux.

## Sources
- le splaf
- la base aspic